# Danh sách câu lạc bộ bóng đá ở Réunion
Đây là danh sách không đầy đủ các câu lạc bộ bóng đá ở đảo Réunion.
Về danh sách đầy đủ, xem Thể loại:Câu lạc bộ bóng đá Réunion

## A
- AJ Petite-Ile
- AS Excelsior
- AS Marsouins

## F
- FC Avirons

## J
- JS Saint-Pierroise

## S
- Saint-Denis FC
- Saint-Pauloise FC
- SS Capricorne
- SS Gauloise
- SS Jeanne d'Arc
- SS Rivière Sport
- SS Saint-Louisienne

## U
- US Sainte-Marienne
- US Stade Tamponnaise

Bản mẫu:Bóng đá Réunion